# Bisdom Kabinda
Het bisdom Kabinda (Latijn: Dioecesis Kabindaensis) is een rooms-katholiek bisdom in Congo-Kinshasa met als zetel Kabinda (Kathedraal Sint-Maarten). Het is een suffragaan bisdom van het aartsbisdom Kananga en werd opgericht in 1959. 
In 1953 werden van het apostolisch vicariaat van Luluaburg het apostolisch vicariaat van Kabinda en de apostolische prefectuur van Mweka afgesplitst. In 1959 werd Kabinda een bisdom en de eerste bisschop was Georges Kettel, C.I.C.M.
In 2016 telde het bisdom 30 parochies. Het bisdom heeft een oppervlakte van 58.625 km2 en telde in 2016 1.141.000 inwoners waarvan 51,8% rooms-katholiek was. 

## Bisschoppen
- Georges Kettel, C.I.C.M. (1959-1968)
- Matthieu Kanyama (1968-1995)
- Valentin Masengo Mkinda (1995-2018)
- Félicien Ntambue Kasembe C.I.C.M. (2020-2024)
- vacant